# Nadżerka
Nadżerka (łac. erosio) – ubytek naskórka lub nabłonka błony śluzowej, spowodowany najczęściej urazem mechanicznym, kontaktem ze środkami chemicznymi, bądź procesem chorobowym (np. drożdżyca, rak szyjki macicy). Często jest zejściem innego wykwitu, np. pęcherzyka, pęcherza lub krosty.